# Qincheng
Qincheng est une ville dans la municipalité chinoise de Pékin qui compte environ 38 330 habitants.
Qincheng est connu pour abriter une prison spéciale dans laquelle de nombreux dissidents sont incarcérés.
L'un des plus célèbres d'entre eux, Wei Jingsheng, arrêté le 29 mars 1979 pour avoir « divulgué des secrets d'État », et condamné à 15 ans de prison, a notamment écrit en mars 1979 une lettre dénonçant les conditions inhumaines de la prison de Qincheng où fut incarcéré le 10e panchen-lama et qui conduisit ce dernier à une tentative de suicide.

## Sources